# ليديز كود
ليديز كود (بالكورية:레이디스 코드) هي فرقة فتيات كورية جنوبيةأنشئت من قبل شركة بولايرس في سنة 2013. قاموا بالظهور لأول مرة مع ألبوم مصغر بعنوان كود#01. والأغنية الرئيسية كانت «باد قيرل» التي صدرت في 7 مارس 2013 , في 3 سبتمبر 2014 الفرقة تعرضت لحادث سيارة قوي أسفر عن موت ريسي وايونبي. العضوات سوجونغ اشلي زوني قد عادوا في عام 2016 مع أغنية 'Galaxy'.

## التاريخ

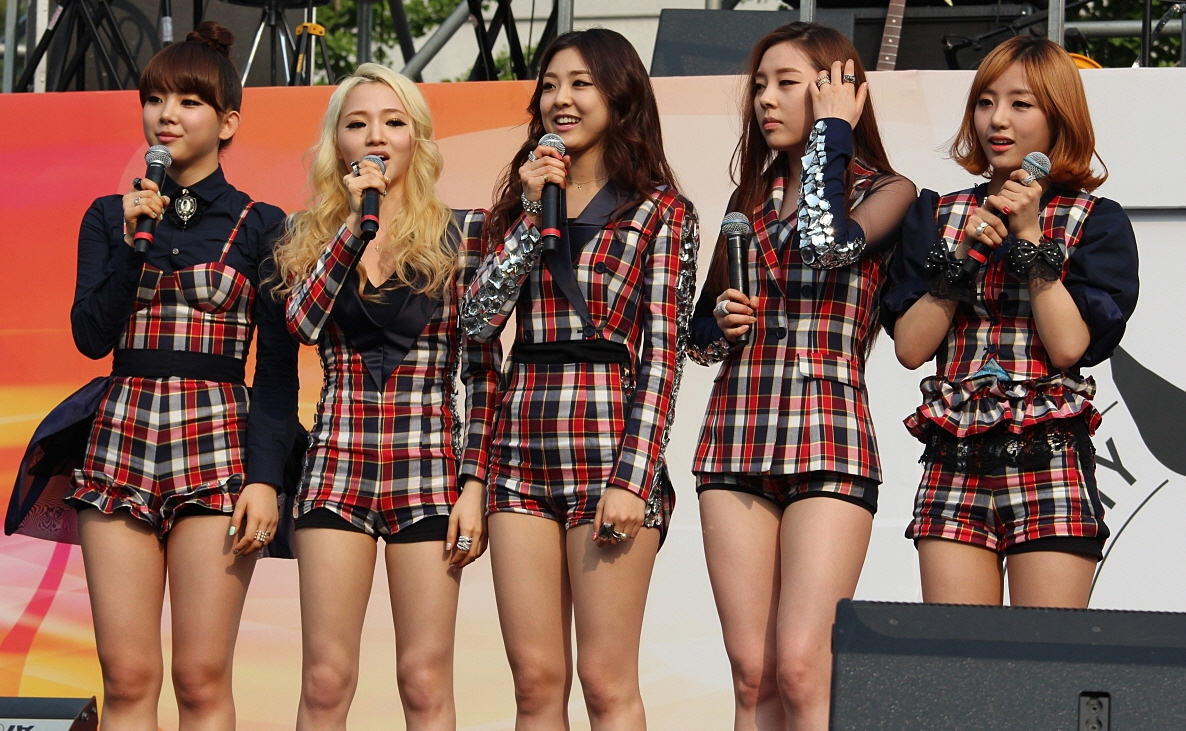
ليديز كود في مهرجان جامعة كوريا في 24 مايو 2013.

### قبل الترسيم
قبل الظهور لأول مرة، أغلب العضوات كانت لديهم خبرة في مجال الترفيه.

### التأثير
ليديز كود أختاروابراون آيد غيرلزووندر غيرلزكقدوتهم في الغناء. ,

## الاغاني
Bad girl
hate you
Pretty Pretty
so wonderful
kiss kiss
I’ll Smile Even If It Hurts
galaxy
the rain
The Last Holiday
Feedback
Set Me Free

## الأعضاء

### الحاليون
- أشلي (애슐리) - القائدة، صوت قيادي[5][6]
- سوجونغ (소정) - المغنية الرئيسية
- زوني (주니) - مغنية فرعية

### السابقون
- ريسي ( 리세) - راقصه رئيسية. توفيت.
- إيونبي (은비) - صوت ثانوي. توفيت.

## الأعمال الأخرى

### البرامج الواقعية
| السنة | العنوان                 |
| ----- | ----------------------- |
| 2013  | ذا ريالتي أوف ليديز كود |

## الجوائز والترشيحات
- MelOn Music Awards
- Mnet Asian Music Awards
- Gaon Chart K-Pop Awards
- Seoul International Youth Film Festival

## وصلات خارجية
- ليديز كود على موقع ميوزك برينز (الإنجليزية)